# Ada Hayden
Ada Hayden (14 de agosto de 1884 – 12 de agosto de 1950) foi uma botânica e curadora norte-americana, educadora, e conservacionista. Foi curadora do Herbanário da Universidade Estatal de Iowa, o qual, em 1988, foi rebaptizado Herbanário Ada Hayden (ISC) em sua honra. Durante sua carreira,  acrescentou mais de 40.000 espécimenes botânicos ao herbanário.
Seus estudos e trabalhos de conservação foram particularmente importantes em assegurar a preservação da comunidade de pradarias de ervas altas. A Reserva de Pradraria Hayden Prairie foi também nomeada em sua honra. Foi membro activa da Sociedade Ecológica de América durante muitos anos.